# Capulidae
Super-famille
Famille
Synonymes
- Trichotropidae

Les Capulidae (en français, capulidés) sont une famille de mollusques gastéropodes prosobranches de l'ordre des Littorinimorpha (ou mésogastéropodes suivant les classifications).

## Synonymes
- Cerithiodermatidae Hacobjan, 1976[1]
- Lippistidae Iredale, 1924[1]
- Pileopsidae Chenu, 1859[1]
- Siriidae Iredale, 1931[1]
- Trachysmatidae Thiele, 1925[1]
- Trichotropidae Gray, 1850[1]
- Trichotropidae[2]

## Liste genres
Selon World Register of Marine Species (23 mars 2016) :
- genre Ariadnaria Habe, 1961
- genre Capulus Montfort, 1810
- genre Cerithioderma Conrad, 1860
- genre Ciliatotropis Golikov, 1986
- genre Dalliella Cossmann, 1895
- genre Discotrichoconcha Powell, 1951
- genre Hyalorisia Dall, 1889
- genre Icuncula Iredale, 1924
- genre Krebsia Mörch, 1877
- genre Lippistes Montfort, 1810
- genre Neoiphinoe Habe, 1978
- genre Separatista Gray, 1847
- genre Sirius Hedley, 1900
- genre Torellia Jeffreys, 1867
- genre Trichamathina Habe, 1962
- genre Trichosirius Finlay, 1926
- genre Trichotropis Broderip & G. B. Sowerby I, 1829
- genre Turritropis Habe, 1961
- genre Zelippistes Finlay, 1926

### Noms en synonymie
- genre Actita Fischer von Waldheim, 1823, un synonyme de Capulus Montfort, 1810
- genre Antitrichotropis Powell, 1951, un synonyme de Torellia Jeffreys, 1867
- genre Ariadna P. Fischer, 1864, un synonyme de Ariadnaria Habe, 1961
- genre Brocchia Bronn, 1828, un synonyme de Capulus Montfort, 1810
- genre Capulonix Iredale, 1929, un synonyme de Capulus Montfort, 1810
- genre Dolichosirius Iredale, 1931, un synonyme de Sirius Hedley, 1900
- genre †Eosirius P. A. Maxwell, 1966, un synonyme de †Trichosirius admeteformis (P. A. Maxwell, 1966)
- genre Iphinoe H. Adams & A. Adams, 1856, un synonyme de Neoiphinoe Habe, 1978 (non Rafinesque, 1815)
- genre Neoconcha E. A. Smith, 1907, un synonyme de Torellia (Neoconcha) E. A. Smith, 1907
- genre Opposirius Iredale, 1931, un synonyme de Sirius Hedley, 1900
- genre Ovotropis Egorov & Alexeyev, 1998, un synonyme de Neoiphinoe Habe, 1978
- genre Pileopsis Lamarck, 1822, un synonyme de Capulus Montfort, 1810
- genre Trachysma G.O. Sars, 1878, un synonyme de Torellia Jeffreys, 1867
- genre Trichoconcha E. A. Smith, 1907, un synonyme de Torellia Jeffreys, 1867

## Galerie

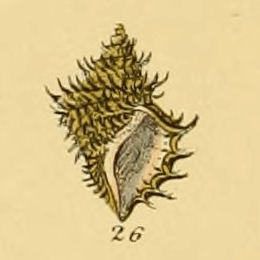
Ariadnaria borealis.
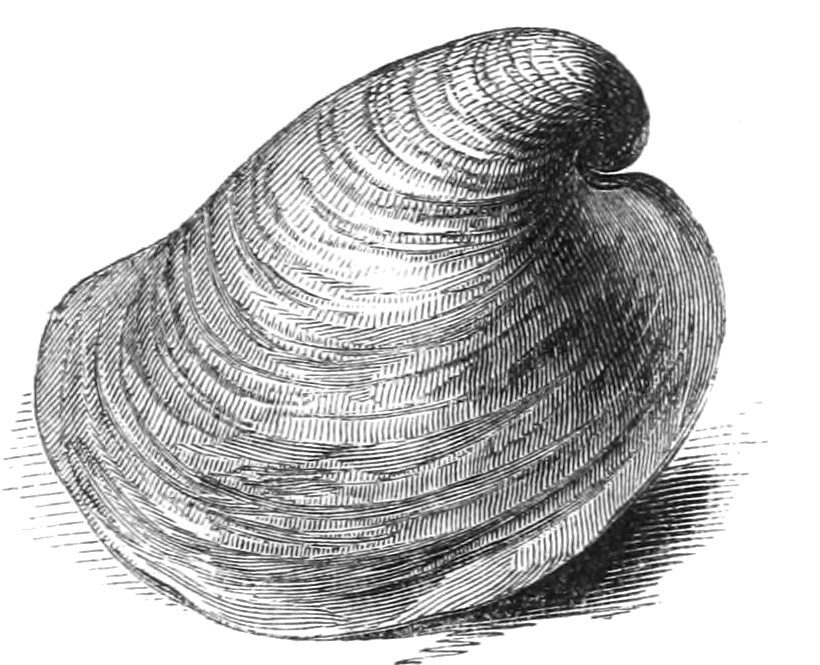
Capulus ungaricus.
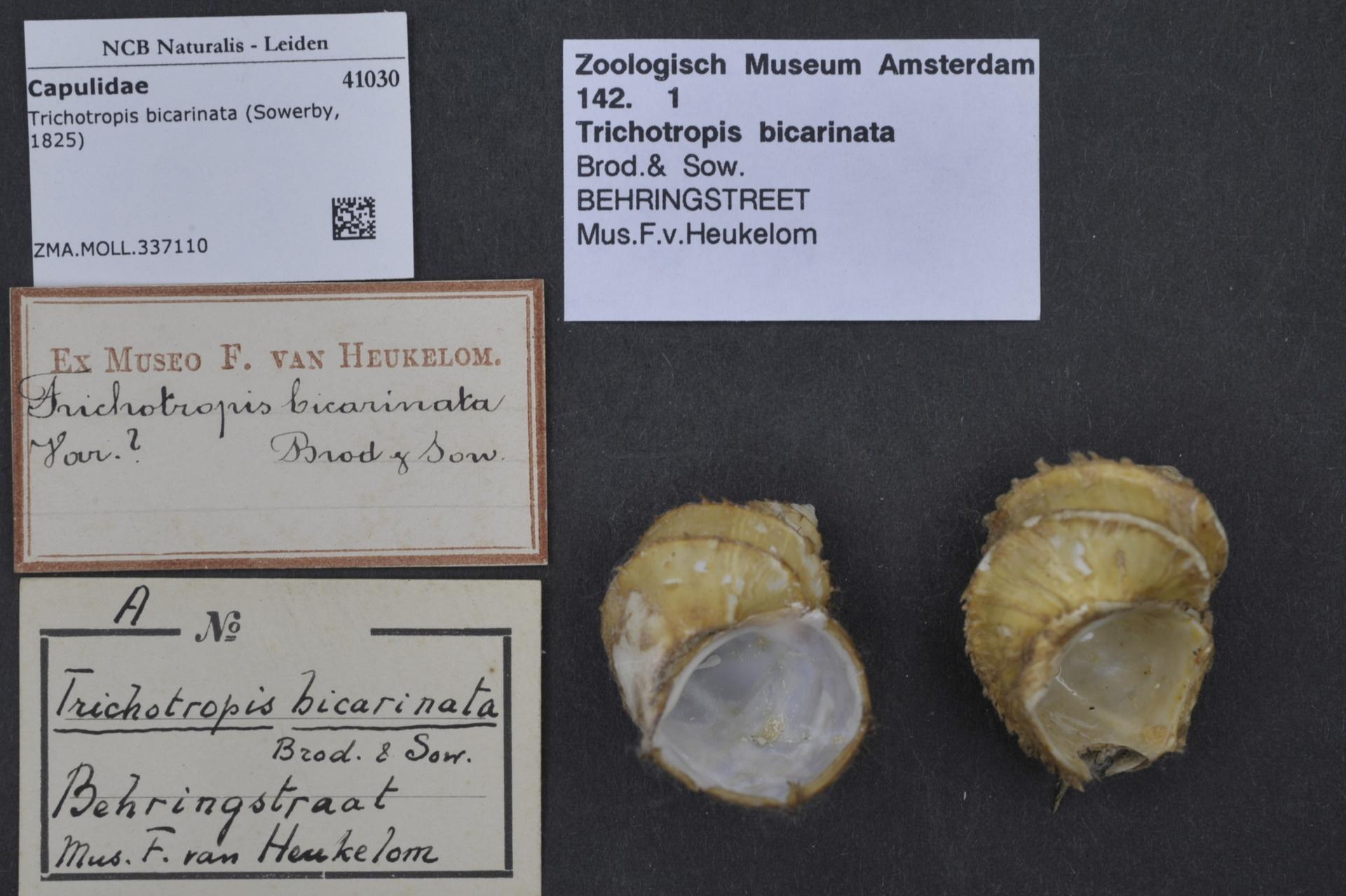
Trichotropis bicarinata.